# 魏东明
魏东明（1951年10月—，出生于北京）。中国钢琴家、作曲家。
资料来源：【中华全国艺术家协会官方网站】【中国网】【中国大众音乐协会官方网站】

## 簡歷
魏东明是在一个著名的文化艺术世家出生的，父亲魏鸣泉（1921--2000）是中国早期著名男高音歌唱家、声乐教育家。母亲许有仁也是原中央乐团老一辈女高音，外公许观光则是中国早期著名教育家，曾担任蒋经国、蒋纬国就学上海时的校长。
魏东明曾在原北京艺术学校、北京舞蹈学院芭蕾舞系、中央歌剧芭蕾舞剧院工作教学，钢琴教龄40余年，所教授的多名学生如：杨超、王振宇等人多次获得全国钢琴大赛的金奖。许多学生考上专业艺术院团和出国深造。魏东明曾被评为北京艺术学校优秀教师，在与美国、法国、俄罗斯、英国、澳大利亚、意大利、比利时、丹麦、瑞典、日本、加拿大、德国等国家来华授课的芭蕾大师们的合作教学中均获得极高的评价。
1992年，魏东明随大陆第一个国家代表团赴台湾演出，在台北国父纪念馆成功首演了拉赫玛尼诺夫的《前奏曲》（任钢琴独奏）。他还在北京展览馆剧场、天桥剧场、民族宫礼堂及外省市、国外多次独奏《钢琴伴唱红灯记》《肖邦作品》《鸣凤与觉慧》和20期本人原创作品沙龙音乐会，与中央芭蕾舞团交响乐团合作演出《雷蒙达》中的钢琴独奏。

## 主要作品有
- 原创抒情钢琴曲500首（包括：《为什么忧愁总伴随我》、《紫檀花之恋》、《一江春水向东流》、《空》、《蓝意》、《我梦中的天堂》等）
- 浪漫钢琴曲60首（包括：《相逢在梦中》、《神灯》、《帆》、《烟雨梦飘摇》、《鹰》、《落叶》等）
- 根据中外名曲改编的简易钢琴曲集360首（中国唱片总公司出版了160首曲谱四册及CD）
- 《中国舞钢琴曲集》（上下册·北京舞蹈学院及人民音乐出版社出版）
- 中国流行歌曲主题音乐会钢琴随想曲60首（包括：《红豆》、《从头再来》、《朋友》、《如果云知道》、《吻别》、《暗香》等）
- 西班牙主题钢琴舞曲6首
- 芭蕾舞钢琴曲集200首（上下册·安徽教育出版社出版）
- 钢琴组曲《小动物乐园》、《花之歌》（包括：《乖猫胖胖》、《胆小的刺猬》、《可爱的啄木鸟》、《快乐的小麻雀》、《昙花》、《紫丁香》、《野玫瑰》、《风中的睡莲》、《远方飘来茶花香》等）
- 舞蹈音乐《山泉》、《海的儿子》、《鹰》、《飞吧鸽子》、《日出》等
- 魏东明抒情歌曲100首（包括：《也许》、《我不再相信你了》、《爱的探戈》、《我不会再让你哭泣》、《泪雨》、《我想对你说》、《雾》、《我愿变成一只蝴蝶》等）
- 大型歌舞剧《魂系仙境》（2006年5月1日在山东首演）
- 魏东明心灵抚慰音乐200首

## 组织大型文化活动
- 全国青少年钢琴大赛（2005年）
- 中国先生大赛（2005年）
- 全国大众艺术才华电视展演（2008年）
- 2002全国新作品演唱会
- 全国新词新曲大赛（1994年）
- 我要唱新歌全国优秀歌手选拔活动
- 首届胶东地区青年歌手大奖赛（2005年）
- 首届和谐家园全国网络文艺展演（2011年）·······
- 2002年，在北京剧院成功首演魏东明的原创抒情歌曲《也许》（张天甫演唱）《爱的探戈》（林菲演唱）···
- 2005年魏东明与孙谦先生共同创建了文化部中国轻音乐学会（现中国大众音乐协会）官方网站“中乐在线”。
- 2006年5月由魏东明任总策划（与张明旭）和作曲的大型歌舞剧《魂系仙境》在山东省蓬莱市隆重首演并获成功。
- 2008年10月30日，在北京世纪剧院成功首演了魏东明的原创钢琴浪漫曲《神灯》，由年仅14岁的魏的学生杨超演奏并引起极大反响。
- 2010年，魏东明与中国互联网新闻中心共同创建了《音乐中国》频道，并亲任总编辑一职。
- 2010年魏东明与尹余洋共同创建了中华全国艺术家协会官方网站《华艺网》。
- 2011年7月28日，在北京民族音乐厅成功首演了魏东明的三首原创钢琴作品：《一江春水向东流》《从头再来》（杨超演奏》《紫檀花之恋》（黄昕禾演奏）
- 2011年魏东明与张国际共同创建了国内首家《NARCISSUS》音乐沙龙，并担任董事长。

## 现任
- 中华全国艺术家协会主席
- 中国互联网新闻中心《音乐中国》总编辑
- 文化部中国大众音乐协会常务理事兼对外联络部部长
- 文化部中国世界民族文化交流促进会理事
- 《中乐在线》总编辑
- 中国传媒大学南广学院等五所中外大学的客座教授等职